# Phú Lương, Tuyên Quang
Phú Lương là một xã nằm ở phía nam tỉnh Tuyên Quang, Việt Nam.

## Diện tích, dân số
Xã có diện tích 36,73 km², dân số năm 1999 là 6500 người, mật độ dân số đạt 139 người/km².